# Exoprosopa hypargyra
Exoprosopa hypargyra är en tvåvingeart som beskrevs av Mario Bezzi 1921. Exoprosopa hypargyra ingår i släktet Exoprosopa och familjen svävflugor. Inga underarter finns listade i Catalogue of Life.